# Tim Lebbon
Tim Lebbon (Londres, 28 de julio de 1969) es un escritor británico de novelas de horror y fantasía.

## Biografía
Lebbon nació en Londres. Vivió en Devon hasta los ocho años y se mudó con su familia a Newport hasta los 26. En la actualidad reside en Goytre, Monmouthshire con su esposa y sus dos hijos.
Su historia corta "Reconstructing Amy" ganó el premio Bram Stoker en la categoría de mejor historia corta de ficción en 2001. Su novela Dusk ganó el premio August Derleth en 2007 como mejor novela del año. Su novelización de la película 30 Days of Night se convirtió en un bestseller del New York Times y ganó un premio Scribe en 2008.
La película Pay the Ghost de Uli Edel está basada en la historia del mismo nombre de Tim Lebbon. The Silence también recibió una adaptación cinematográfica de la mano de John R. Leonetti y estrenada el 10 de abril de 2019 en Netflix.

### Novelas
- Mesmer (1997)
- Flesh (1999)
- The Nature of Balance (2000)
- Hush (2000, con Gavin Williams)
- El rostro (Face) (2001)
- Until She Sleeps (2001)
- Berserk (2005)
- Desolation (2005)
- Serie Hellboy Novels:
6. Hellboy: Unnatural Selection (2006)
12. Hellboy: The Fire Wolves (2009)
- Serie Tales of Noreela:
1. Dusk (2006)
2. Dawn (2007)
2.5. After the War: Two Tales of Noreela (2008), colección de 2 novelas cortas:
"Vale of Blood Roses", "The Bajuman"
3. Fallen (2008)
4. The Island (2009)
  - "Chanting the Violet Dog Down" (2006), cuento
- Serie 30 Days of Night:
  - 30 Days of Night (2007)
  - 30 Days of Night: Fear of the Dark (2010)
- The Everlasting (2007)
- Bar None (2008)
- Serie Hidden Cities (con Christopher Golden):
  1. Mind the Gap (2008)
  2. The Map of Moments (2009)
  3. The Chamber of Ten (2010)
  4. The Shadow Men (2011)
- Serie Echo City:
  - Echo City (2010)
  - "The Deification of Dal Bamore: A Tale from Echo City" (2010), cuento
- Serie The Secret Journeys of Jack London (con Christopher Golden):
  1. The Wild (2010)
  2. The Sea Wolves (2012)
  3. White Fangs (2013)
- The Cabin in the Woods (2011)
- Coldbrook (2012)
- The Heretic Land (2012)
- Serie Toxic City:
  1. London Eye (2012)
  2. Reaper's Legacy (2013)
  3. Contagion (2013)
- Canonical Alien Trilogy:
  - 1. Alien: Out of the Shadows (2013)
- Serie Star Wars Legends:
  - Star Wars: Dawn of the Jedi - Into the Void (2013)
- The Silence (2015)[2][3][4][5][6]
- The Hunt (2015)
- Serie Rage War:
  1. Predator: Incursion (2015)[7]
  2. Alien: Invasion (2016)[7]
  3. Alien Vs Predator: Armageddon (2016)[7]
- The Family Man (2016)
- Indigo (2017, con Kelley Armstrong, Christopher Golden, Charlaine Harris, Jonathan Maberry, Seanan McGuire, James A. Moore, Mark Morris, Cherie Priest, Kat Richardson)
- Kong: Skull Island (2017)
- Serie Relics / Angela Gough:
  1. Relics (2017)
  2. The Folded Land (2018)
  3. The Edge (2019)
- Blood of the Four (2018, con Christopher Golden)

### Cuentos
Colecciones:
- Faith in the Flesh (1998), colección de 2 novelas cortas:
"The First Law", "From Bad Flesh"
- As the Sun Goes Down (2000), colección de 15 cuentos y 1 novela corta:
"The Empty Room", "Life Within", "The Butterfly", "Endangered Species in C Minor", "Dust", "Fell Swoop", "Recent Wounds", "The Repulsion", "Unto Us", "The Last Good Times", "King of the Dead", "Recipe for Disaster", "The Beach", "Reconstructing Amy", "The Unfortunate" (novela corta), "Bomber's Moon"
- White, and Other Tales of Ruin (2002), colección de 3 cuentos y 3 novelas cortas:
"White" (novela corta), "From Bad Flesh" (novela corta), "Hell", "The First Law" (novela corta), "The Origin of Truth", "Mannequin Man and the Plastic Bitch"
- Fears Unnamed (2004), colección de 4 novelas cortas:
"Remnants", "White", "Naming of Parts", "The Unfortunate"
- After the War: Two Tales of Noreela (2007), colección de 2 novelas cortas de la serie Tales of Noreela:
"Vale of Blood Roses", "The Bajuman"
- Last Exit for the Lost (2010), colección de 12 cuentos y 7 novelas cortas:
"Last Exit for the Lost", "The Cutting", "Pay the Ghost" (novela corta), "Kissing at Shadows", "Hell Came Down", "Black" (novela corta), "The Stuff of the Stars, Leaking", "Life Rained Off", "Skins", "The Horror of the Many Faces" (novela corta), "Making Sense", "In Perpetuity" (novela corta), "Casting Longer Shadows", "A Ripple in the Veil", "Forever" (novela corta), "Old Light", "Body", "The Evolutionary" (novela corta), "Nothing Heavenly" (novela corta)
- Nothing as it Seems (2012), colección de 12 cuentos y 3 novelas cortas:
"Discovering Ghosts", "The God of Rain", "Bleeding Things", "Falling Off the World", "Making Room", "Chanting the Violet Dog Down", "Meat", "The Glass Road" (novela corta), "In the Valley, Where Belladonna Grows" (novela corta), "The Flames Beneath the Light", "The Body Lies", "Slaughterhouse Blues", "Into The Trees", "Just Breathe", "The Reach of Children" (novela corta)
- Borrowed Time (2015), colección de 3 novelas cortas de la trilogía The Apocalypse:
1. "Naming of Parts", 2. "Changing of Faces", 3. "Shifting of Veils"

No publicados en colecciones:
- "Everyday Folk" (1994)
- "Floaters" (1994)
- "Slipstream: Caged" (1994)
- "The Rep" (1994)
- "Unwilling Blood" (1994)
- "Simon Says" (1994)
- "Old Treasure" (1994)
- "Grieving the Bone" (1994)
- "How Do You Eat?" (1994)
- "First Taste" (1994)
- "Breeding Ground" (1995)
- "Arm" (1996)
- "Tumblers" (1996)
- "Companions" (1996)
- "Redemption, Resurrection and the Priest" (1996)
- "The Guilty" (1996)
- "In Puris Naturalibus" (1997)
- "Sordid Limbs" (1997, con D. F. Lewis)
- "Tales of Woe" (1997)
- "Paula" (1997)
- "Bolt" (1997)
- "Wasted Meals" (1998, con D. F. Lewis)
- "Bonded in Fire" (1998)
- "Dead Echoes" (1998)
- "Mr Sneakalong" (1998)
- "Song" (1998)
- "Loved Ones" (1999)
- "Clear Thinking" (1999)
- "Spiteful Tables" (1999, con D. F. Lewis)
- "Dirty Pipes" (1999, con D. F. Lewis)
- "Pelts" (1999)
- "Detection Perfection" (1999)
- "Wordless Waffles" (1999, con D. F. Lewis)
- "Curves and Sharp Edges" (2000)
- "Going Gently" (2000)
- "Three" (2000)
- "Empty Breakfasts" (2000, con D. F. Lewis)
- "Devil Walking" (2001)
- "Inky Stories" (2001, con D. F. Lewis)
- "Cemetery Snake" (2002, con John B. Ford)
- "Fodder" (2002, con Brian Keene)
- "Exorcising Angels" (2003, con Simon Clark), novela corta
- "Fruiting Body Syndrome" (2003)
- "Shoes" (2004, con Brett Alexander Savory)
- Serie Assassin (novelas cortas):
  1. "Dead Man's Hand" (2004)
  2. "Pieces of Hate" (2005)
  3. "A Whisper of Southern Lights" (2007)
- "Looking Glass" (2006, con Gary A. Braunbeck, Kealan Patrick Burke, Dominick Cancilla, Ray Garton, Joe Hill, Brian Keene, Thomas F. Monteleone, Robert Morrish, Thomas Piccirilli, Al Sarrantonio, John Skipp, Bev Vincent), novela corta
- "Children of the New Disorder" (2009, con Lindy Moore), novela corta
- "Every Wrong Turn" (2009)
- "The Language of the Land" (2009)
- "In the Dust" (2010)
- "The Thief of Broken Toys" (2010), novela corta
- "Another Hope" (2010), novela corta
- "Zmbs" (2010)
- "Trick of the Light" (2011)
- "Into the Death Zone" (2012)
- "Sleeper" (2012)
- "The Gleeful Ones" (2013)
- "Still Life" (2013), novela corta
- "Branches, Curving" (2014, con Michael Marshall Smith)
- "The Flow" (2014)
- "Embers" (2014)[8]
- "Skin and Bone" (2015)
- "Fault Lines" (2015, con Christopher Golden), novela corta
- "Strange Currents" (2015)
- "Flotsam" (2015)
- "May the End Be Good" (2015)
- "Clown's Kiss" (2015)
- "Catatonia" (2015)
- "The Protector" (2016)
- "RIME" (2016), novela corta
- "A Hole in the World" (2016, con Christopher Golden), novela corta
- "Everybody Hates a Tourist" (2016)
- "In Stone" (2017)
- "Strings" (2017)
- "Spite" (2017)
- "Devil Dogs" (2017)
- "Spite" (2017)
- "Devil Dogs" (2017)
- Serie Joe Ledger:
  - "Target Acquired" (2017, con Christopher Golden)
- "Emergence" (2018)
- "A Man Walking His Dog" (2018)
- " Home" (2018)
- Serie Firefly:
3. "Firefly: Generations" (2019), novela corta

### Poemas
- "A Meal Made Raw" (1998)

## Adaptaciones
- Pay the Ghost (2015), película dirigida por Uli Edel, basada en la novela corta "Pay the Ghost"
- The Silence (2019), película dirigida por John R. Leonetti, basada en la novela The Silence

## Novelizaciones
- Novela 30 Days of Night, novelización de la película 30 Days of Night (2007)
- Novela Kong: Skull Island, novelización de la película Kong: La Isla Calavera (2017)
- Novela The Cabin in the Woods, novelización de la película The Cabin in the Woods (2012)